# 斯特蘭奎斯特 (明尼蘇達州)
斯特蘭奎斯特（英語：Strandquist）是一個位於美國明尼蘇達州馬歇爾縣的城市。

## 歷史
斯特蘭奎斯特的郵局自1899年起營運至今。此地得名自早期商人J·E·斯特蘭奎斯特（J. E. Strandquist）。

## 人口
根據2020年美國人口普查的數據，斯特蘭奎斯特的面積為0.68平方千米，皆為陸地。當地共有人口70人，而人口密度為每平方千米103人。